# Associazione Calcio Napoli 1941-1942
Questa voce raccoglie le informazioni riguardanti l'Associazione Calcio Napoli nelle competizioni ufficiali della stagione 1941-1942.

## Stagione
Il Napoli retrocedette per la prima volta in Serie B. A cinque giornate dal termine la squadra partenopea si trovava addirittura in ultima posizione a sei punti dalla zona salvezza e la retrocessione sembrava ormai inevitabile. A questo punto il club centrò quattro vittorie consecutive compiendo una inaspettata rimonta che lo portò fuori dalla zona retrocessione a una giornata dal termine. Tuttavia all'ultima giornata l'impresa fu vanificata dalla sconfitta per 3-0 sul campo del Genova che, unita al concomitante successo del Livorno sul campo del Milano, portò i labronici a sorpassare i partenopei in classifica condannandoli alla retrocessione in virtù del quindicesimo e penultimo posto. In Coppa Italia il Napoli fu eliminato ai sedicesimi dal Padova.

## Divise
| Prima divisa | Divisa portiere |

## Organigramma societario
Area direttiva
- Presidente: Luigi Piscitelli

Area tecnica
- Allenatore: Antonio Vojak

## Rosa
| N. |                   | Ruolo | Calciatore                    |
| -- | ----------------- | ----- | ----------------------------- |
|    | Italia (bandiera) | P     | Giacomo Blason                |
|    | Italia (bandiera) | P     | Arnaldo Sentimenti (capitano) |
|    | Italia (bandiera) | D     | Bruno Berra                   |
|    | Italia (bandiera) | D     | Luigi Cassano                 |
|    | Italia (bandiera) | D     | Aldo Fabbro                   |
|    | Italia (bandiera) | D     | Bruno Gramaglia               |
|    | Italia (bandiera) | D     | Luigi Milano                  |
|    | Italia (bandiera) | D     | Mario Pretto                  |
|    | Italia (bandiera) | D     | Silverio Tricoli              |
|    | Italia (bandiera) | C     | Umberto Busani                |

| N. |                      | Ruolo | Calciatore         |
| -- | -------------------- | ----- | ------------------ |
|    | Italia (bandiera)    | C     | Egidio Di Costanzo |
|    | Italia (bandiera)    | C     | Ottorino Dugini    |
|    | Italia (bandiera)    | C     | Carlo Paoletti     |
|    | Italia (bandiera)    | C     | Andrea Verrina     |
|    | Argentina (bandiera) | A     | Evaristo Barrera   |
|    | Italia (bandiera)    | A     | Giuseppe Cadregari |
|    | Italia (bandiera)    | A     | Umberto Menti      |
|    | Italia (bandiera)    | A     | Angelo Solbiati    |
|    | Italia (bandiera)    | A     | Giovanni Venditto  |

## Risultati

### Serie A

#### Girone di andata
| Arbitro: | Scarpi (Dolo) |

|                                                        |           |            |
| Di Pasquale 12’ Coscia 20’ (rig.) Amadei 42’, 85’, 88’ | Marcatori | 36’ Dugini |

| Arbitro: | Curradi (Firenze) |

|                      |           |                    |
| Menti 16’ Busani 49’ | Marcatori | 56’ (rig.) Bollano |

| Arbitro: | Pizziolo (Firenze) |

|                                            |           |               |
| Fabbri 1’, 43’ Peretti 4’, 31’ Gaddoni 27’ | Marcatori | 21’ Cadregari |

| Arbitro: | Dellarole (Vercelli) |

|               |           |             |
| Gramaglia 66’ | Marcatori | 68’ Pernigo |

| Arbitro: | Biancone (Roma) |

|                  |           |  |
| Tagliasacchi 60’ | Marcatori |  |

| Napoli 30 novembre 1941 6ª giornata | Napoli             | 0 – 0 referto | Torino | Stadio Partenopeo\| Arbitro: \| Bernardi (Bologna) \| |
| Arbitro:                            | Bernardi (Bologna) |               |        |                                                       |

| Arbitro: | Bellè (Venezia) |

|                 |           |              |
| Parvis 26’, 28’ | Marcatori | 19’ Solbiati |

| Arbitro: | Pizziolo (Firenze) |

|            |           |               |
| Fabbro 22’ | Marcatori | 30’ Gualtieri |

| Arbitro: | Ciamberlini (Genova) |

|                                               |           |              |
| Quario 43’, 49’ Mascheroni 55’, 87’ Salvi 72’ | Marcatori | 47’ Venditto |

| Arbitro: | Bertolio (Torino) |

|                         |           |               |
| Menti 42’ Cadregari 86’ | Marcatori | 51’ Michelini |

| Modena 4 gennaio 1942 11ª giornata | Modena | 1 – 0 referto | Napoli |  |

| Napoli 11 gennaio 1942 12ª giornata | Napoli | 1 – 0 referto | Fiorentina |  |

| Napoli 18 gennaio 1942 13ª giornata | Napoli | 1 – 2 referto | Bologna |  |

| Torino 25 gennaio 1942 14ª giornata | Juventus | 1 – 1 referto | Napoli |  |

| Napoli 1 febbraio 1942 15ª giornata | Napoli | 0 – 0 referto | Genova 1893 |  |

#### Girone di ritorno
| Napoli 15 febbraio 1942 16ª giornata | Napoli | 1 – 1 referto | Roma |  |

| Milano 5 marzo 1942 17ª giornata | Milano | 3 – 1 referto | Napoli |  |

| Napoli 1 marzo 1942 18ª giornata | Napoli | 3 – 0 referto | Atalanta |  |

| Venezia 8 marzo 1942 19ª giornata | Venezia | 4 – 1 referto | Napoli |  |

| Napoli 15 marzo 1942 20ª giornata | Napoli | 0 – 1 referto | Triestina |  |

| Torino 22 marzo 1942 21ª giornata | Torino | 5 – 3 referto | Napoli |  |

| Napoli 29 marzo 1942 22ª giornata | Napoli | 1 – 1 referto | Liguria |  |

| Roma 26 aprile 1942 23ª giornata | Lazio | 1 – 0 referto | Napoli |  |

| Napoli 3 maggio 1942 24ª giornata | Napoli | 0 – 1 referto | Ambrosiana-Inter |  |

| Livorno 10 maggio 1942 25ª giornata | Livorno | 2 – 0 referto | Napoli |  |

| Napoli 17 maggio 1942 26ª giornata | Napoli | 2 – 1 referto | Modena |  |

| Firenze 24 maggio 1942 27ª giornata | Fiorentina | 0 – 1 referto | Napoli |  |

| Bologna 31 maggio 1942 28ª giornata | Bologna | 1 – 2 referto | Napoli |  |

| Napoli 7 giugno 1942 29ª giornata | Napoli | 4 – 1 referto | Juventus |  |

| Genova 14 giugno 1942 30ª giornata | Genova 1893 | 3 – 0 referto | Napoli |  |

### Coppa Italia
| Arbitro: | Limido (Milano) |

|                                 |           |  |
| Formenton 6’ Sforzin 70’ (rig.) | Marcatori |  |

## Statistiche
Statistiche aggiornate al 14 giugno 1942.

### Statistiche di squadra
| Competizione | Punti | In casa | In casa | In casa | In casa | In casa | In casa | In trasferta | In trasferta | In trasferta | In trasferta | In trasferta | In trasferta | Totale | Totale | Totale | Totale | Totale | Totale | DR  |
| Competizione | Punti | G       | V       | N       | P       | Gf      | Gs      | G            | V            | N            | P            | Gf           | Gs           | G      | V      | N      | P      | Gf     | Gs     | DR  |
| ------------ | ----- | ------- | ------- | ------- | ------- | ------- | ------- | ------------ | ------------ | ------------ | ------------ | ------------ | ------------ | ------ | ------ | ------ | ------ | ------ | ------ | --- |
| Serie A      | 23    | 15      | 6       | 6       | 3       | 19      | 12      | 15           | 2            | 1            | 12           | 13           | 39           | 30     | 8      | 7      | 15     | 32     | 51     | -19 |
| Coppa Italia | 0     | 0       | 0       | 0       | 0       | 0       | 0       | 1            | 0            | 0            | 1            | 0            | 2            | 1      | 0      | 0      | 1      | 0      | 2      | -2  |
| Totale       | 23    | 15      | 6       | 6       | 3       | 19      | 12      | 16           | 2            | 1            | 13           | 13           | 41           | 31     | 8      | 7      | 16     | 32     | 53     | -21 |

### Statistiche dei giocatori
| Giocatore      | Serie A  | Serie A | Coppa Italia | Coppa Italia | Totale   | Totale |
| Giocatore      | Presenze | Reti    | Presenze     | Reti         | Presenze | Reti   |
| -------------- | -------- | ------- | ------------ | ------------ | -------- | ------ |
| E. Barrera     | 20       | 3       | -            | -            | 20       | 3      |
| B. Berra       | 30       | 0       | 1            | 0            | 31       | 0      |
| G. Blason      | 12       | -24     | 1            | -2           | 13       | -26    |
| U. Busani      | 29       | 8       | 1            | 0            | 30       | 8      |
| G. Cadregari   | 21       | 3       | 1            | 0            | 22       | 3      |
| L. Cassano     | 25       | 0       | 1            | 0            | 26       | 0      |
| E. Di Costanzo | 9        | 0       | -            | -            | 9        | 0      |
| O. Dugini      | 4        | 1       | 1            | 0            | 5        | 1      |
| A. Fabbro      | 20       | 5       | -            | -            | 20       | 5      |
| B. Gramaglia   | 30       | 1       | 1            | 0            | 31       | 1      |
| U. Menti       | 17       | 2       | 1            | 0            | 18       | 2      |
| L. Milano      | 29       | 0       | 1            | 0            | 30       | 0      |
| C. Paoletti    | 4        | 0       | -            | -            | 4        | 0      |
| F. Pastore     | 1        | 0       | -            | -            | 1        | 0      |
| M. Pretto      | 28       | 0       | 1            | 0            | 29       | 0      |
| A. Sentimenti  | 18       | -27     | -            | -            | 18       | -27    |
| A. Solbiati    | 4        | 1       | 1            | 0            | 5        | 1      |
| S. Tricoli     | 1        | 0       | -            | -            | 1        | 0      |
| G. Venditto    | 10       | 3       | -            | -            | 10       | 3      |
| A. Verrina     | 18       | 3       | -            | -            | 18       | 3      |